# Lorenzo Ebecilio
Lorenzo Leroy Ebecilio (ur. 24 września 1991 w Hoorn) – holenderski piłkarz występujący na pozycji pomocnika, zawodnik japońskiego klubu Júbilo Iwata.

## Życiorys

### Kariera klubowa
Lorenzo Ebecilio rozpoczął swoją karierę w amatorskim klubie VV de Blokkers. Następnie grał w młodzieżowych zespołach HVV Hollandia i AZ Alkmaar.
27 października 2005 roku, kilka miesięcy po śmierci ojca, doznał ataku serca i przeszedł operację. Był zmuszony odejść z AZ przez problemy ze zdrowiem i powrócił do HVV Holandii. Nie ma już żadnych problemów z sercem po udanej operacji. Następnie przeszedł do młodzieżówki Ajaxu Amsterdam.

#### Ajax
W Ajaxie grał w drużynie młodzieżowej prowadzonej przez Franka de Boera. 12 grudnia 2010 roku, sześć dni po odejściu Martina Jola i obsadzeniu na pozycji trenera Franka De Boera, zadebiutował w pierwszej drużynie Ajaxu, w spotkaniu z Vitesse. Znalazł się również w pierwszym składzie w ostatnim spotkaniu w 2010 roku, kiedy Ajax pokonał 1-0 jego były klub – AZ. Lorenzo zagrał 90 minut i został uznany graczem meczu.
Rok 2011 rozpoczął się podobnie, tak jak zakończył się poprzedni. Ebecilio grał od pierwszych minut w spotkaniach z Feyenoordem, Utrechtem, Bredą i De Graafschap. 17 lutego 2011 roku zadebiutował w rozgrywkach europejskich, w spotkaniu Ligi Europejskiej przeciwko Anderlechtowi. Ebecilio wystąpił w większości spotkań Ajaxu podczas drugiej połowy sezonu i przyczynił się do zdobycia Mistrzostwa Holandii. Ebecilio również wystąpił w finale pucharu Holandii przeciwko FC Twente. Ajax przegrał 3-2, a Lorenzo trafił jedną bramkę.

#### Metałurh Donieck
Na początku stycznia 2013 roku przeszedł do ukraińskiego Metałurha Donieck. Był z niego wypożyczony do FK Qəbələ i Mordowiji Sarańsk. W 2015 trafił do Anży Machaczkała.

### Kariera reprezentacyjna
Ebecilio reprezentował Holandię na poziomie U-17 i U-19. Wystąpił na Mistrzostwach Europy U-17 w Piłce Nożnej w 2008 roku i Mistrzostwach Europy U-19 w Piłce Nożnej w 2010 roku.